# Juan Iglesias Santos

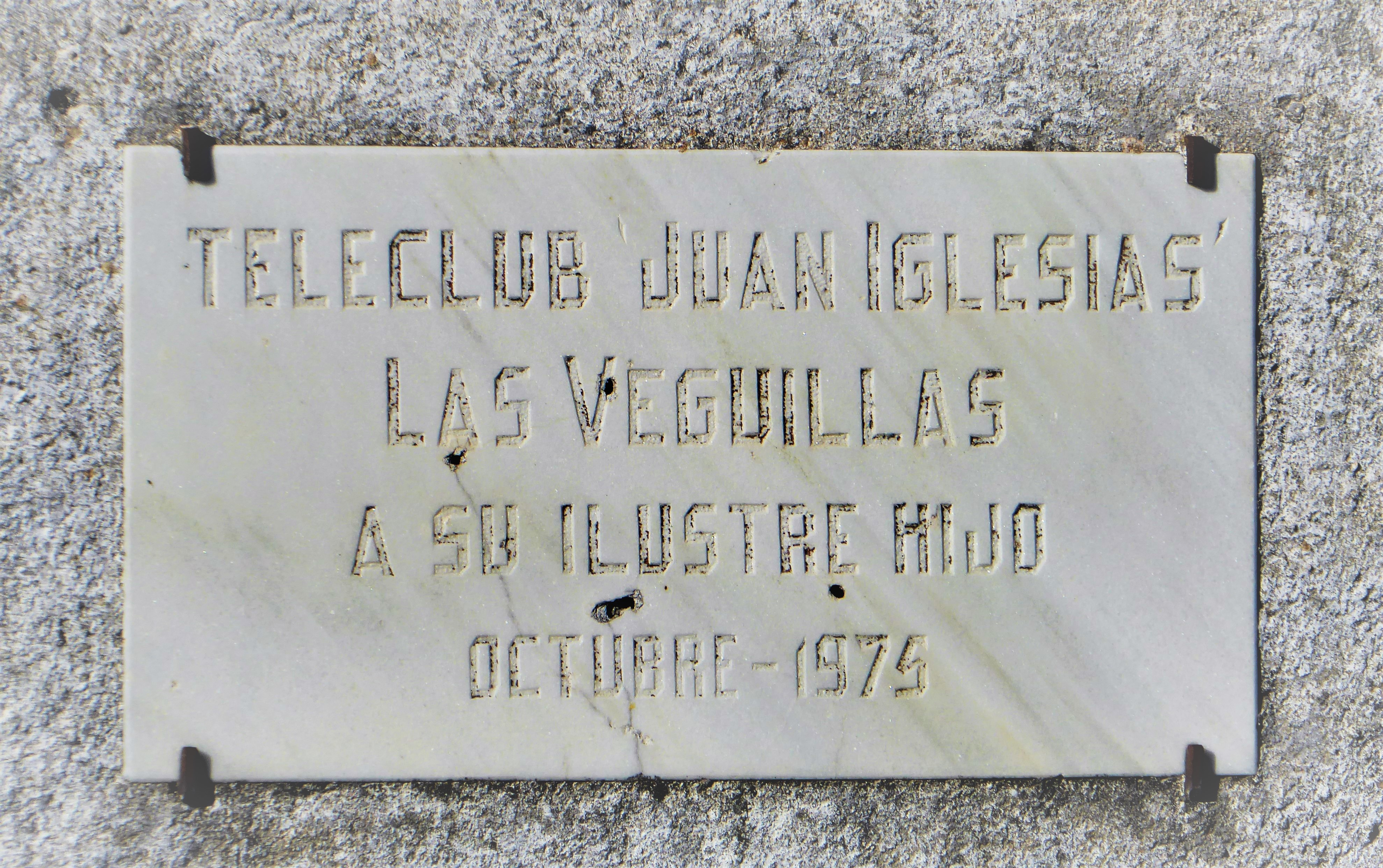
Placa conmemorativa en su localidad natal

Juan Iglesias Santos (Las Veguillas, Salamanca, 2 de agosto de 1917 - Madrid, 3 de mayo de 2003) fue un Jurista español, catedrático de Derecho romano. Casado con Carmen Redondo Municio (Salamanca, 1921 - Madrid, 2010), tuvo once hijos. Se licenció en Derecho en la Universidad de Salamanca a los diecisiete años, iniciándose como profesor de Derecho romano un año después. En 1940 se trasladó a Madrid, donde se doctoró y luego, en 1942, obtuvo la cátedra de Derecho romano de la Universidad de Oviedo, que desempeñó posteriormente en las Universidades de Salamanca (1943-1948) y Barcelona (1948-1953), para asentarse nuevamente a Madrid, en cuya Universidad Complutense continuó sus tareas docentes hasta su jubilación en 1985. Asimismo, fue profesor de la Universidad Pontificia de Comillas (ICADE) y del Colegio Universitario San Pablo-CEU de Madrid.
Autor de un destacado número de obras en el ámbito del Derecho romano y del pensamiento jurídico, es de resaltar su libro Derecho romano Historia e Instituciones de Derecho privado (1.ª ed., Barcelona 1950; 18.ª ed., 2010), por el que se han formado numerosas generaciones de estudiantes españoles e iberoamericanos. Sabedor de la importancia de "descubrir" el espíritu de Roma y de "lo romano", publicó en 1980 el libro Espíritu del Derecho romano, texto que viene a recoger su discurso de ingreso ese año en la Real Academia de Jurisprudencia y Legislación española. Bajo el título de Miniaturas histórico-jurídicas (1992), el profesor Iglesias dio acogida a una amplia selección de pensamientos varios, relativos al Derecho, la justicia, la ley, la política, así como otros sobre Historia de Roma y Derecho romano que constituyen, en apretada síntesis, una serie de maduras y definitivas reflexiones de su dilatado discurso intelectual. Miembro de la Academia de Ciencias Morales y Políticas de Nápoles (1980), recibió el Premio Castilla y León de Ciencias Sociales y Humanidades (2000) y el Premio Príncipe de Asturias de Ciencias Sociales (2001).